# جائزة إيطاليا الكبرى 2000
جائزة إيطاليا الكبرى 2000 (بالإنجليزية: 2000 Italian Grand Prix)‏ هو سباق فورمولا 1 أقيم بتاريخ 10 سبتمبر 2000 في حلبة مونزا، إيطاليا. كان الرابع عشر من أصل 17 في بطولة العالم لسباقات الفورمولا واحد موسم 2000. حلّ الألماني مايكل شوماخر أولا بينما جاء الفنلندي ميكا هاكينن في المركز الثاني وحصل على المركز الثالث الألماني رالف شوماخر.